# Bassano Virtus 55 Soccer Team 2011-2012
Questa pagina raccoglie le informazioni riguardanti il Bassano Virtus 55 Soccer Team nelle competizioni ufficiali della stagione 2011-2012.

## Stagione
La stagione 2011-2012 è stata un'amara stagione per il Virtus Bassano nel girone B del campionato di Prima Divisione della Lega Pro, con 32 punti ha ottenuto l'ultimo posto ed è retrocessa in Seconda Divisione. Ha raccolto 15 punti nel girone di andata e 17 nel girone di ritorno, senza riuscire ad agganciare il penultimo posto che avrebbe portato i giallorrossi ai Play-out. La stagione è iniziata con il tecnico Osvaldo Jaconi, poi in primavera è stato prima affiancato e poi sostituito a metà marzo da Giuseppe Brucato. Nella Coppa Italia di Lega Pro il Bassano disputa i girone D di qualificazione, che ha promosso Spal e Treviso.

## Rosa
| N. |                      | Ruolo | Calciatore          |
| -- | -------------------- | ----- | ------------------- |
|    | Italia (bandiera)    | A     | Raffaele Baido      |
|    | Italia (bandiera)    | D     | Andrea Basso        |
|    | Italia (bandiera)    | D     | Riccardo Bonetto    |
|    | Italia (bandiera)    | C     | Matteo Caciagli (I) |
|    | Argentina (bandiera) | C     | Lucas Correa        |
|    | Italia (bandiera)    | A     | Joachim De Gasperi  |
|    | Italia (bandiera)    | C     | Mirko Drudi         |
|    | Italia (bandiera)    | A     | Daniele Ferretti    |
|    | Italia (bandiera)    | A     | Filippo Fracaro     |
|    | Bulgaria (bandiera)  | A     | Andrej Gălăbinov    |
|    | Italia (bandiera)    | A     | Guerrino Gasparello |
|    | Italia (bandiera)    | P     | Vincenzo Grillo     |
|    | Italia (bandiera)    | A     | Saverio Guariniello |
|    | Italia (bandiera)    | A     | Simone Iocolano     |

| N. |                     | Ruolo | Calciatore          |
| -- | ------------------- | ----- | ------------------- |
|    | Italia (bandiera)   | C     | Domenico Lazzarotto |
|    | Italia (bandiera)   | A     | Cristian Longobardi |
|    | Italia (bandiera)   | D     | Edoardo Lorenzini   |
|    | Brasile (bandiera)  | D     | Cristian Lucca      |
|    | Italia (bandiera)   | D     | Nicola Maniero      |
|    | Italia (bandiera)   | D     | Giovanni Martina    |
|    | Germania (bandiera) | C     | Marcelo Mateos      |
|    | Italia (bandiera)   | C     | Tommaso Morosini    |
|    | Italia (bandiera)   | P     | Andrea Poli         |
|    | Italia (bandiera)   | D     | Sandro Porchia      |
|    | Italia (bandiera)   | C     | Mattia Proietti     |
|    | Italia (bandiera)   | D     | Filippo Scaglia     |
|    | Italia (bandiera)   | D     | Antonello Tabacco   |
|    | Italia (bandiera)   | D     | Dario Toninelli     |